# Saint-Paul-de-l'Île-aux-Noix
Pour les articles homonymes, voir Saint-Paul et saint Paul.
Saint-Paul-de-l'Île-aux-Noix est une municipalité du Québec située dans la MRC du Haut-Richelieu en Montérégie.

## Toponymie
Le choix de Saint-Paul serait relié à l'archevêque du diocèse de Montréal, Monseigneur Paul Bruchési, qui venait d'entrer en fonction un an auparavant. Pour ce qui est du terme « Île-aux-Noix », il était déjà utilisé depuis deux siècles et semble découler de la présence de nombreux noyers sur l'île.

## Histoire

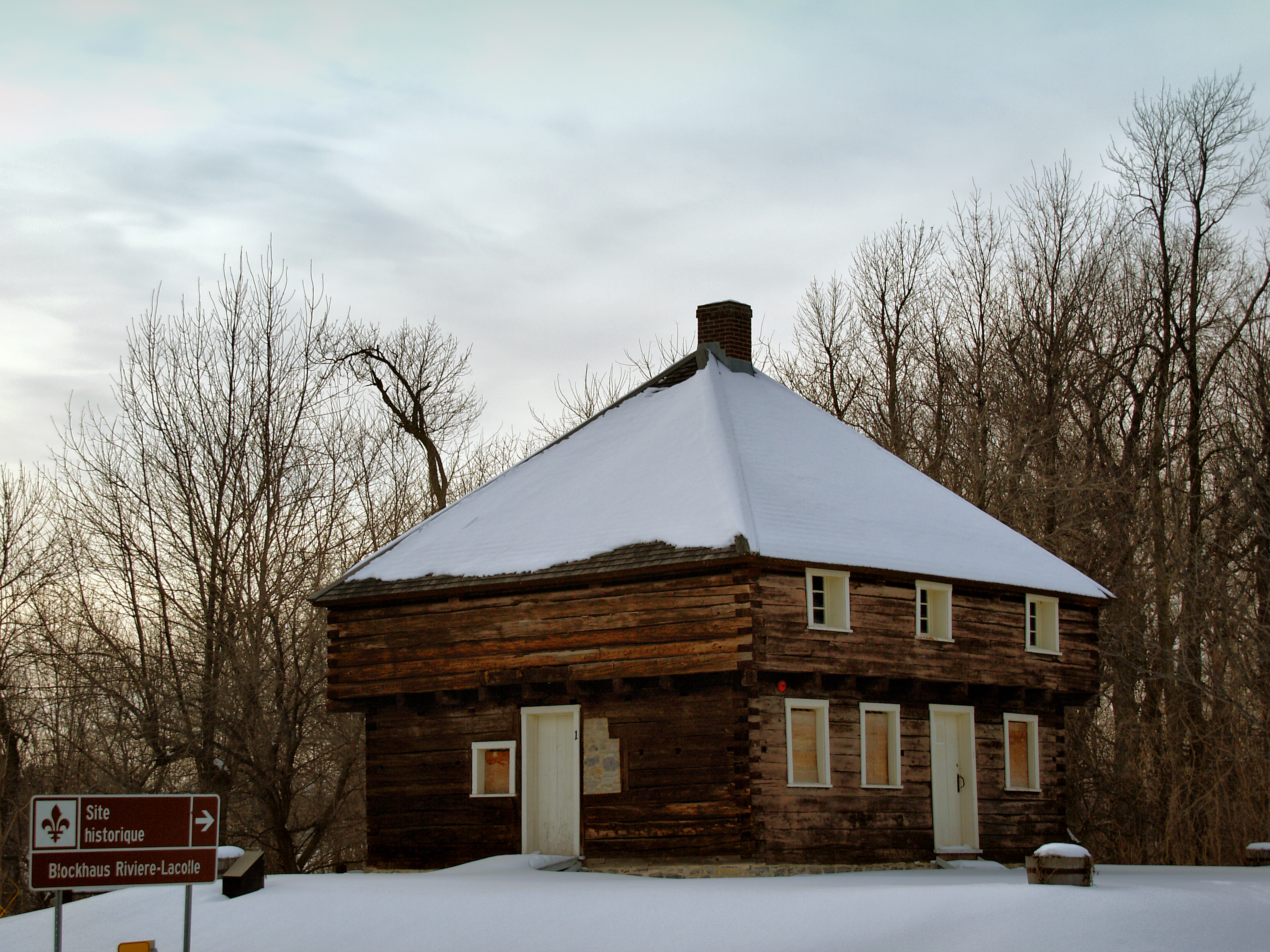
Blockhaus de la Rivière-Lacolle.

L’île aux Noix a été le théâtre de la plupart des grands événements militaires survenus au Québec et au Canada depuis le XVIIIe siècle. Elle a servi de base d’opérations navales durant la guerre anglo-américaine de 1812–1814.
Bordé par la rivière Richelieu, anciennement nommée rivière aux Iroquois, le territoire de Saint-Paul est, bien avant la fondation de la paroisse en 1898, largement fréquenté par de nombreux autochtones. L'endroit fut même remarqué par Champlain en 1609 et commença à être peuplé vers la fin du XVIIIe siècle.
L'érection de la paroisse ne sera effective qu'en 1898, lors de la cession du territoire de la paroisse de Saint-Valentin, située au nord. Le 27 juin 2009, elle change son statut de municipalité de paroisse pour celui de municipalité.
La municipalité fut gravement touchée par les inondations du bassin du lac Champlain et de la rivière Richelieu en 2011.

### Héraldique
| Affabilité et vigilance |
| ----------------------- |

| L'écu se blasonne ainsi : D'azur à la pointe, une rivière au calme surmontée d'une île au naturel portant à senestre un arbre de sinople à tronc de sable. Le point du chef est orné de 10 boulets de sable montés en pyramide flanqué de deux épis de blé doré le tout sur un champ de bleu céleste. |

## Géographie

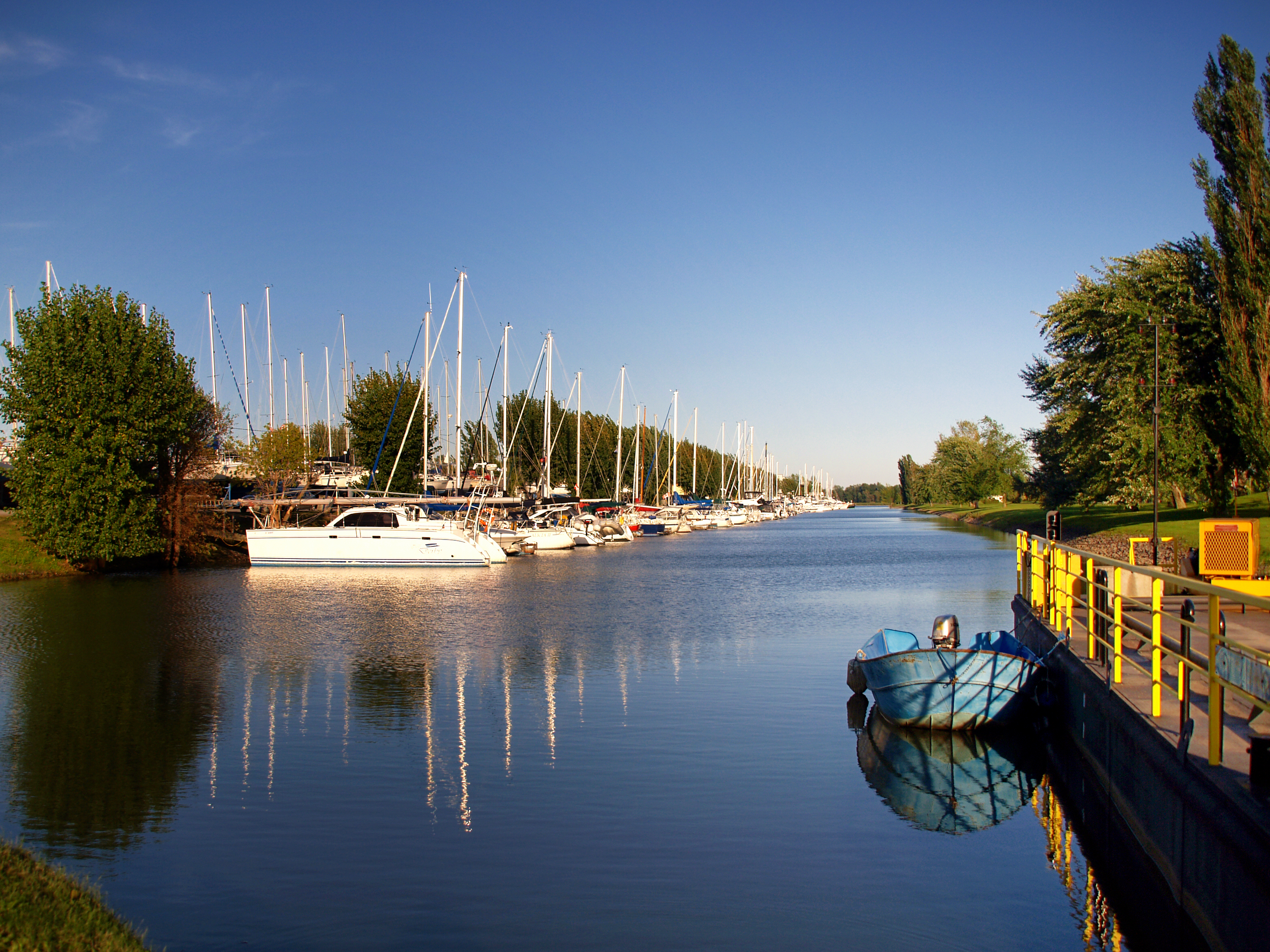
La rivière Richelieu.

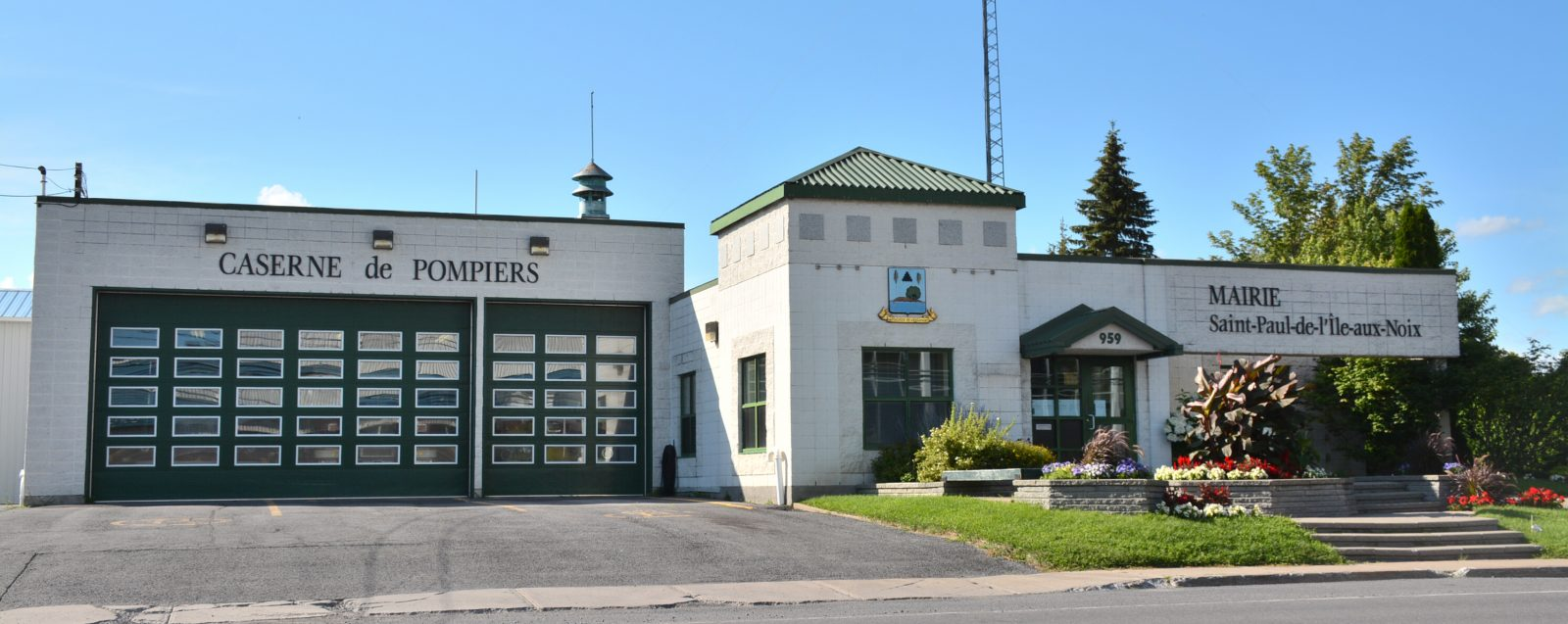
La caserne.

Saint-Paul-de-l'Île-aux-Noix est située sur la rive gauche de la rivière Richelieu, voie navigable importante entre le Canada et les États-Unis, proche de la frontière américaine et du lac Champlain. Ce cours d'eau stratégique a été emprunté depuis l'arrivée des colons par des forces armées diverses (Français, Iroquois, Anglais, Américains). Sur l'Île-aux-Noix, les Anglais avaient construit le fort Lennox et plus au sud, le blockhaus de la Rivière-Lacolle. Seule la municipalité de Lacolle la sépare de l'état de New York aux États-Unis. Son territoire est une plaine alluviale en majorité cultivée, sans collines et faiblement boisée. 
La rivière Richelieu délimite l'est de la municipalité en coulant vers le nord-est. La rivière Lacolle en délimite le sud en coulant vers l'est. Elle est traversée par la route 223, qui se déroule du poste frontière de Lacolle au sud jusqu'à Sorel-Tracy au nord. Saint-Paul-de-l'Île-aux-Noix se trouve à 21 km de la ville de Saint-Jean-sur-Richelieu au nord. La route 223 prend le nom de Rue Principale dans la traversée de la localité.

### Hameaux
- L'Abri-du-Vent-de-Nord

## Démographie
| 1986  | 1991  | 1996  | 2001  | 2006  | 2011  | 2016  | 2021  |
| ----- | ----- | ----- | ----- | ----- | ----- | ----- | ----- |
| 1 577 | 1 767 | 1 847 | 1 935 | 1 996 | 1 877 | 1 980 | 2 141 |

## Incendies
La brigade du service des incendies de Saint-Paul-de-l’Île-aux-Noix compte une vingtaine de pompiers et couvre aussi les territoires des municipalités de Saint-Blaise-sur-Richelieu et de Saint-Valentin.

## Administration
Les élections municipales se font en bloc pour le maire et les six conseillers.
| Saint-Paul-de-l'Île-aux-Noix Maires depuis 2001                                                                       |                  |         |          |
| Élection | Maire            | Qualité | Résultat |
| 2001 | Maurice Langlois |         | Voir     |
| 2005 | Gérard Dutil     |         | Voir     |
| 2009 | Gérard Dutil     | Voir    |          |
| 2013 | Claude Leroux    |         | Voir     |
| 2017 | Claude Leroux    | Voir    |          |
| 2021 | Denis Thomas     |         | Voir     |
| Élection partielle en italique Depuis 2005, les élections sont simultanées dans toutes les municipalités québécoises. |                  |         |          |

## Lieux et monuments

### Fort Lennox
L'Île-aux-Noix abrite également le Fort Lennox, ouvrage militaire construit par les Britanniques de 1819 à 1829 et visant à repousser toute tentative d'invasion de la part des Américains. C'est un lieu historique national du Canada géré par Parcs Canada.

### Blockhaus Rivière-Lacolle

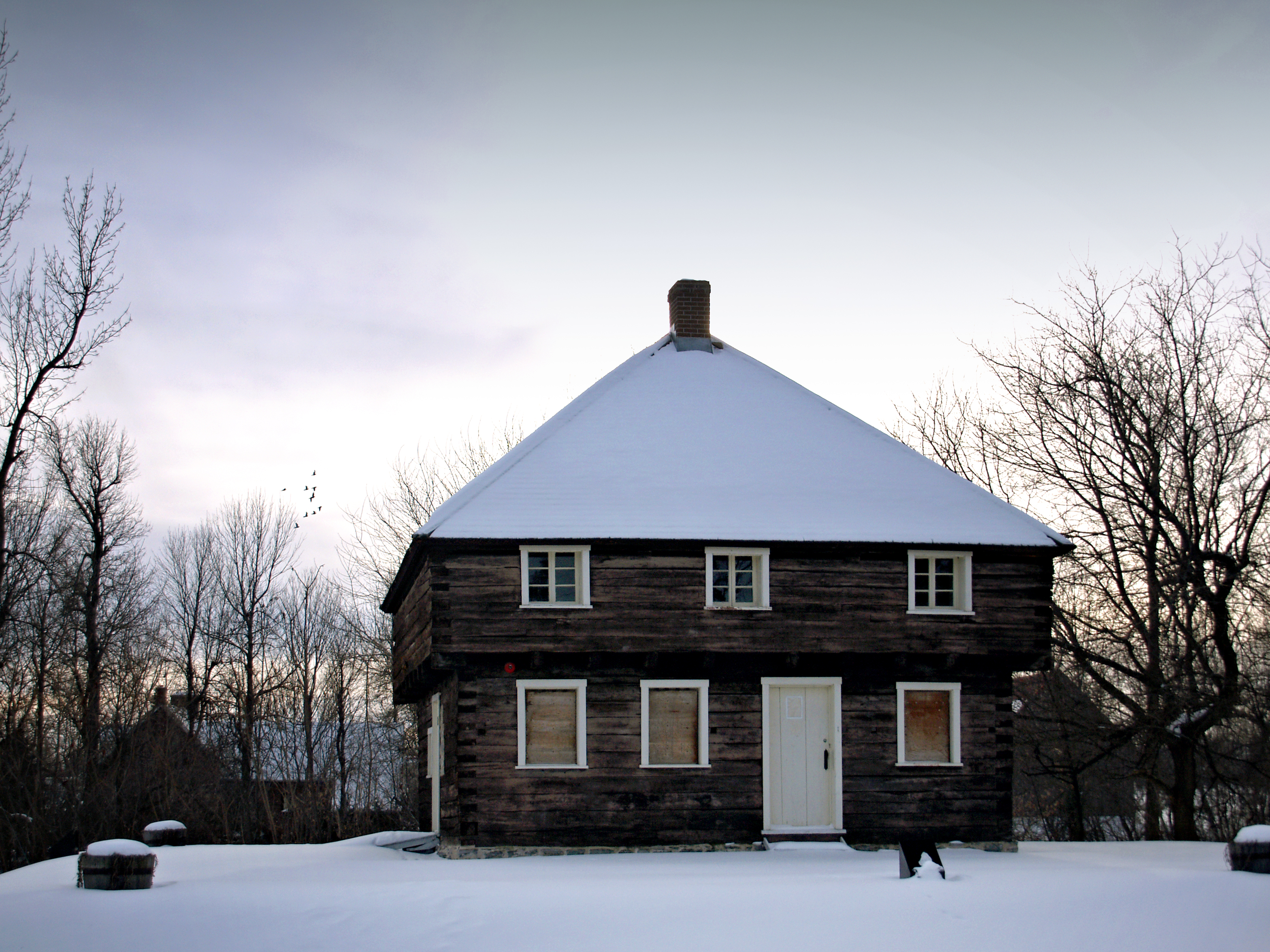
Blockhaus Rivière-Lacolle

Le blockhaus de la Rivière-Lacolle est un ouvrage militaire construit vers 1781. Avant-poste pour la garnison britannique, il venait compléter le réseau défensif contre les attaques des Américains en relayant les signaux lumineux entre le poste de la Pointe de fer et le fort Lennox. Il était surtout destiné à protéger la scierie locale et le phare sur la rivière Lacolle. Il a été utilisé la première fois pendant la guerre de 1812, lors de l’attaque de Dearborn le 20 novembre 1812.
Ouvert au public durant l’été depuis 1979, on peut y voir une exposition relatant son histoire.

### Patrimoine religieux
L'église catholique Saint-Paul date de 1941 et a une forme rectangulaire. Située près du chemin de fer, elle a été bâtie en pierre avec un toit en tôle, avec un chœur en saillie et un chevet plat. La voûte est un arc en plein cintre. Elle a été érigée à l'emplacement de la première église, celle de Saint-Valentin à l'époque, détruite par un incendie le 17 mars 1898.
Mgr Paul Bruchési, archevêque de Montréal, décida qu'une église soit reconstruite, distincte de Saint-Valentin, en créant la nouvelle paroisse de Saint-Paul-de-l'Île-aux-Noix à l'automne 1898. Construite en 1900–1901, la première église de Saint-Paul-de-l'Île-aux-Noix fut détruite par le feu en octobre 1940.

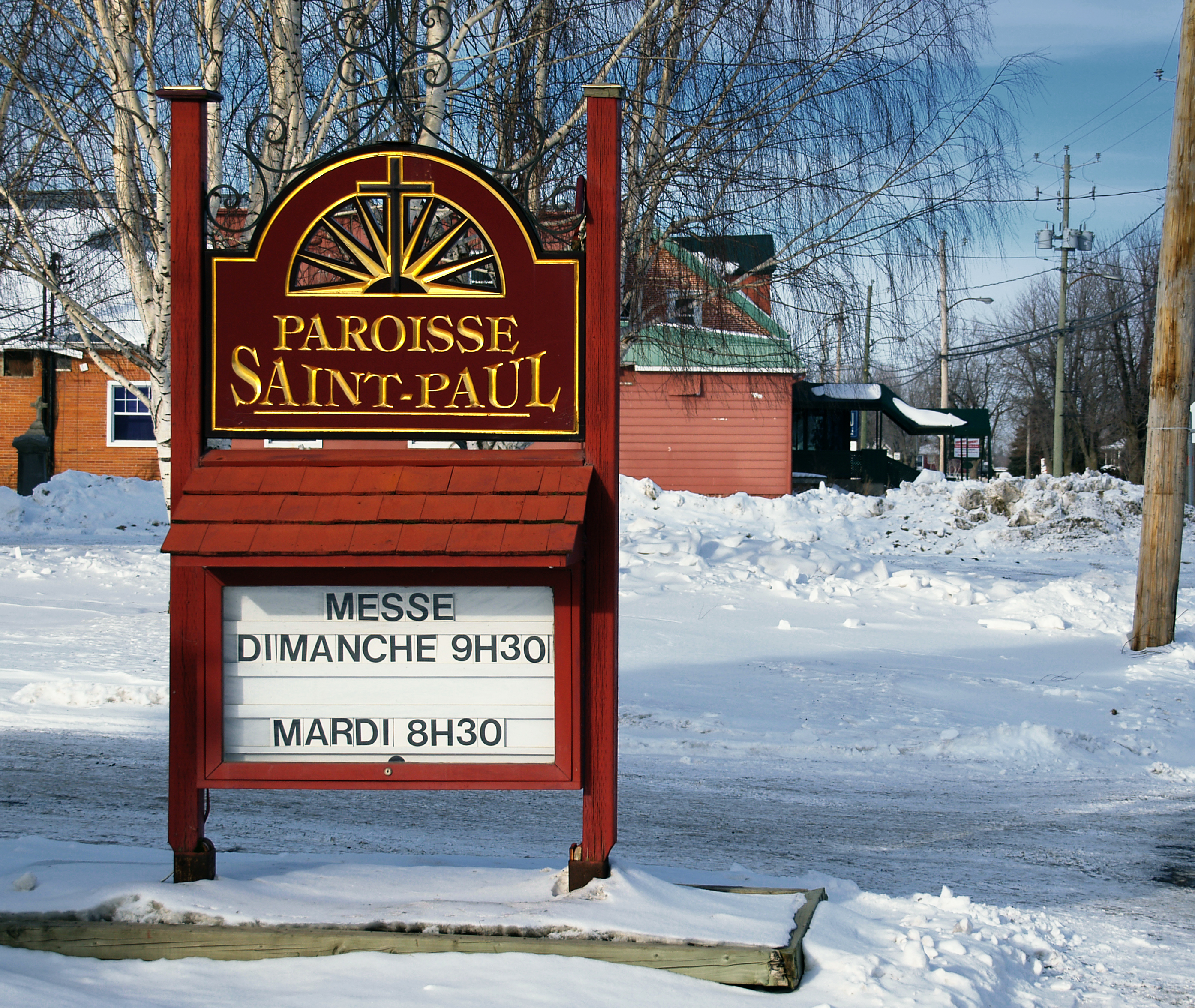
Paroisse
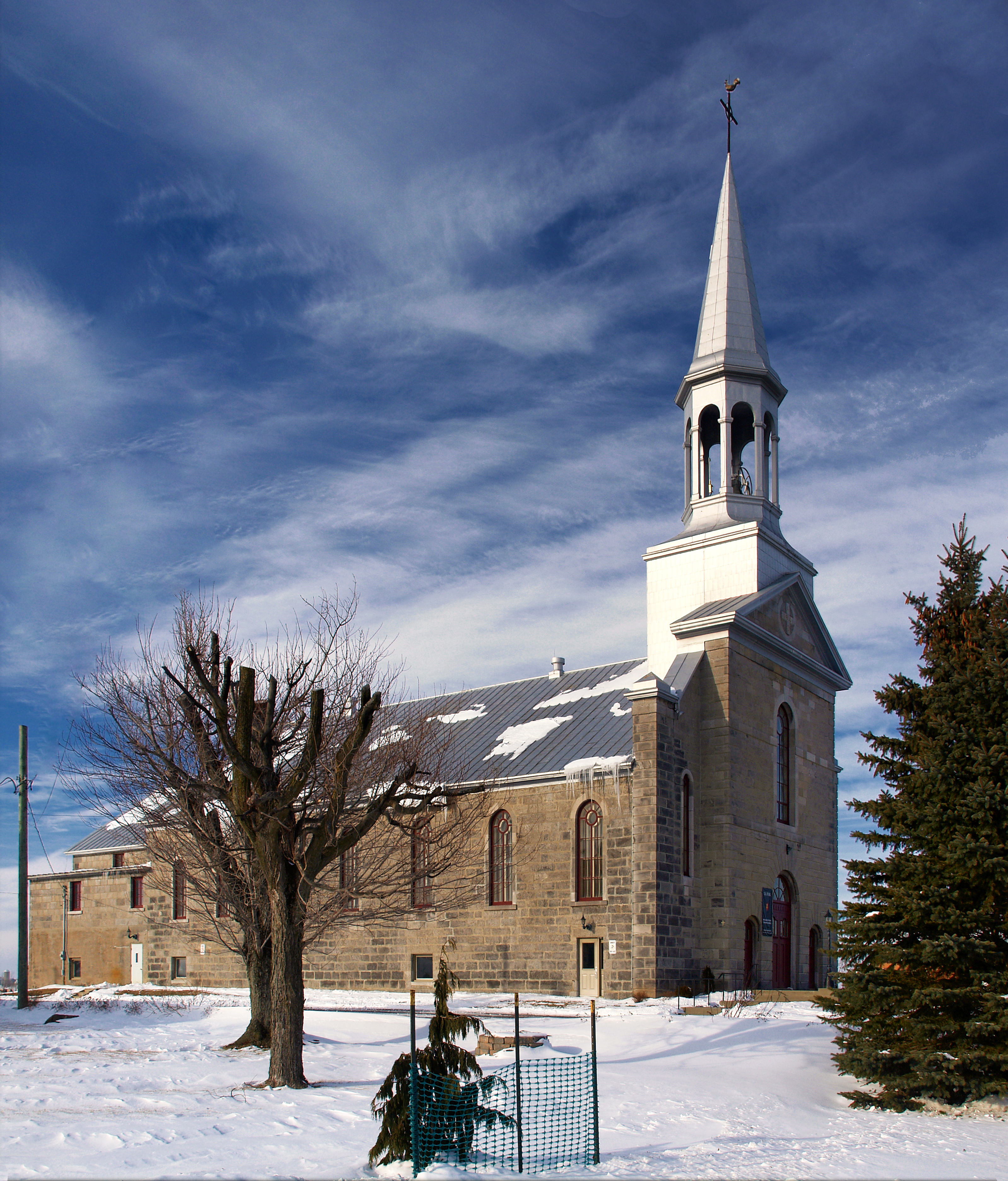
Église catholique Saint-Paul
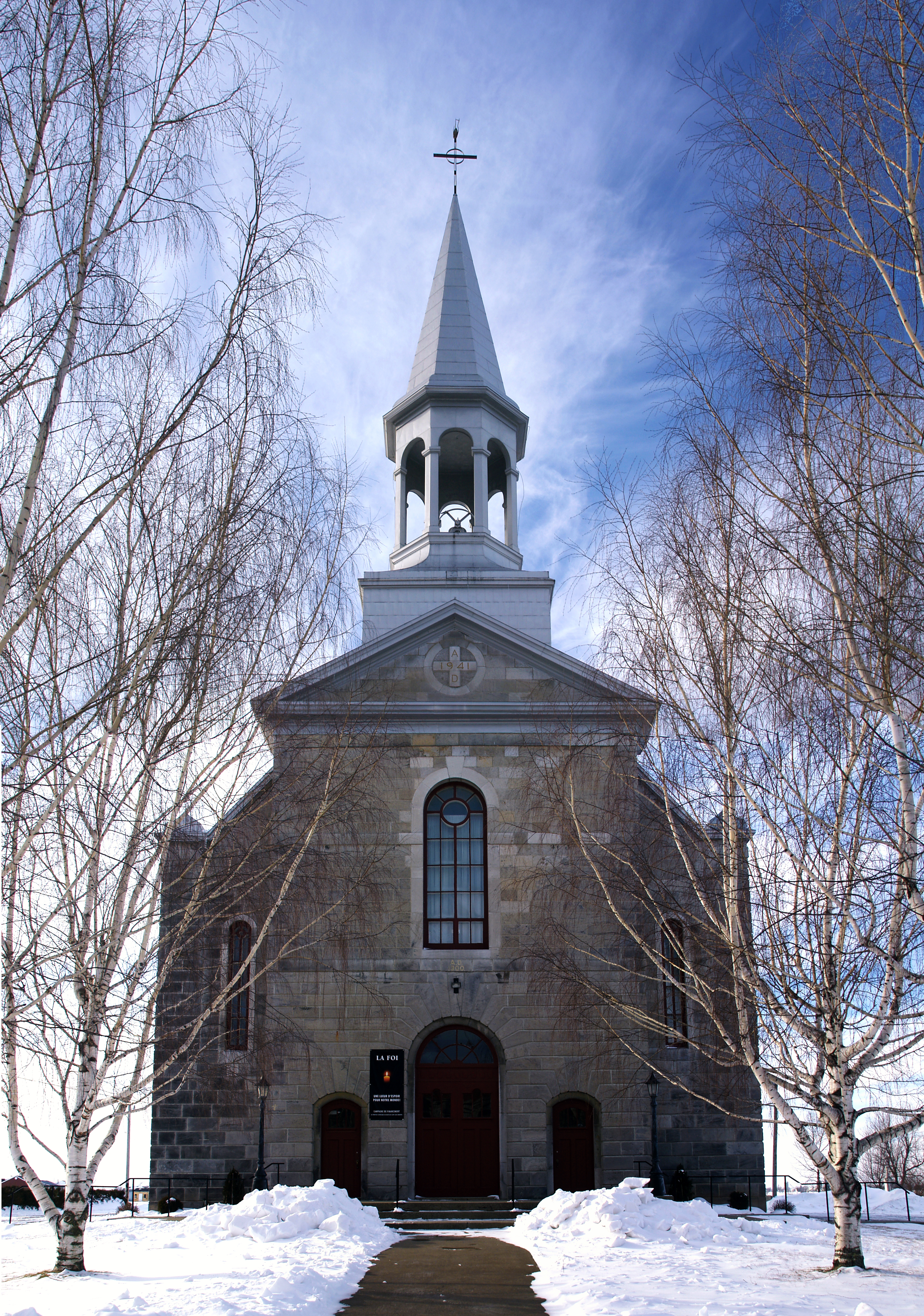
Vue frontale
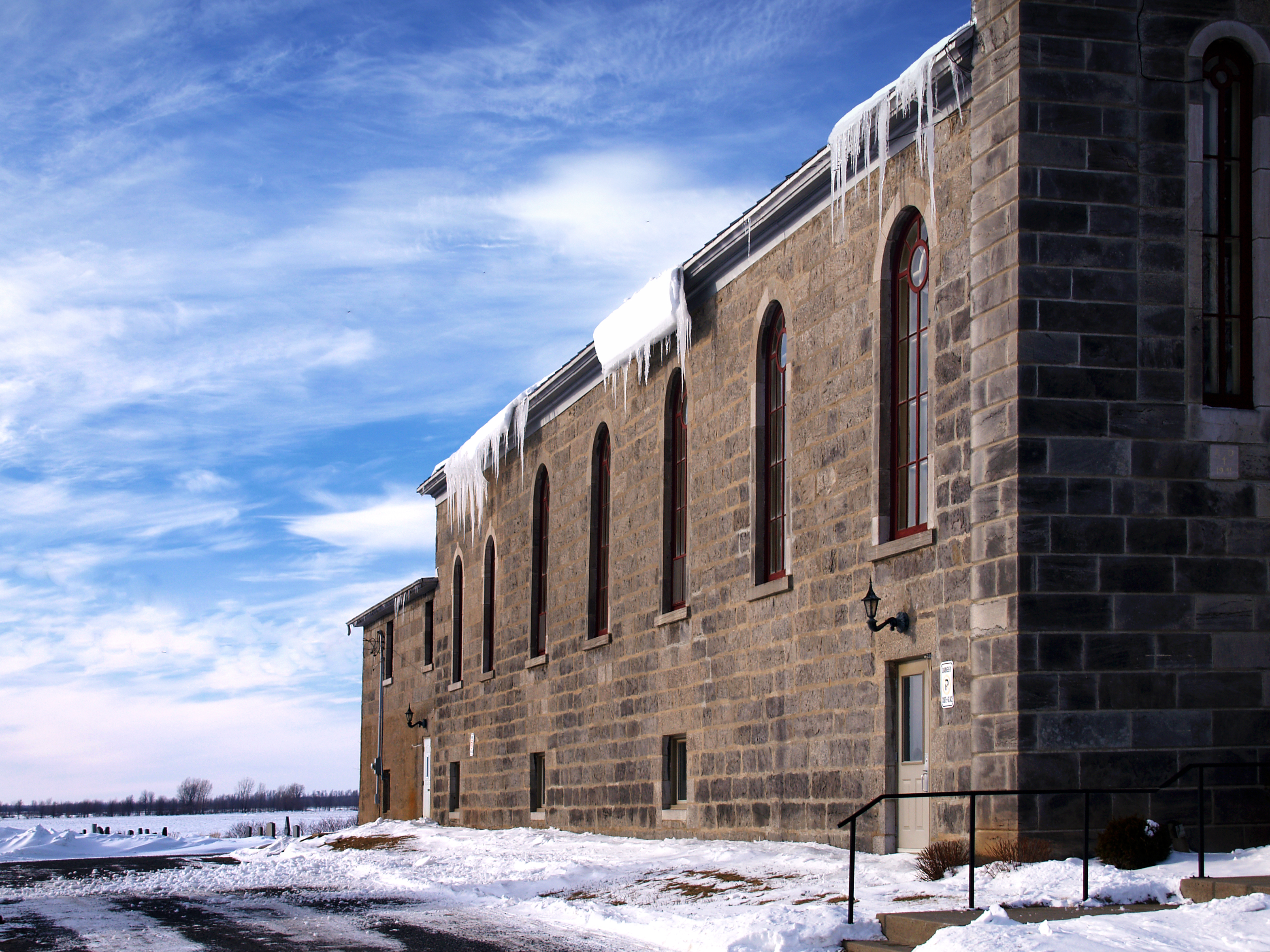
Glace au toit

### Les marinas
Du fait de sa situation géographique, la commune est considérée comme la capitale du nautisme au Québec. Elle est située sur la rive gauche de la rivière Richelieu, une voie navigable importante, à quelques kilomètres de la frontière américaine et du lac Champlain. Depuis longtemps plusieurs bassins ont été aménagés le long de la berge, avec des aires de gardiennage, hivernage et d'ateliers de réparation.
C'est à partir du port que l'on embarque sur un traversier pour se rendre sur l'Île-aux-Noix pour une visite guidée du fort Lennox. De la route 223 part la 61e avenue qui mène au débarcadère du traversier pour se rendre à l'Île-aux-Noix.
Saint-Paul-de-l'Île-aux-Noix comprend plusieurs marinas. Elles sont, du nord au sud :
- Marina les Berges de l'Île-aux-Noix ;
- Marina Gagnon et Fils Ltée au nord de la 61e Av. ;
- Marina Saint-Paul-de-l'Île-aux-Noix au sud de la 61e Av. ;
- Marina Fortin ;
- Marina Lennox.

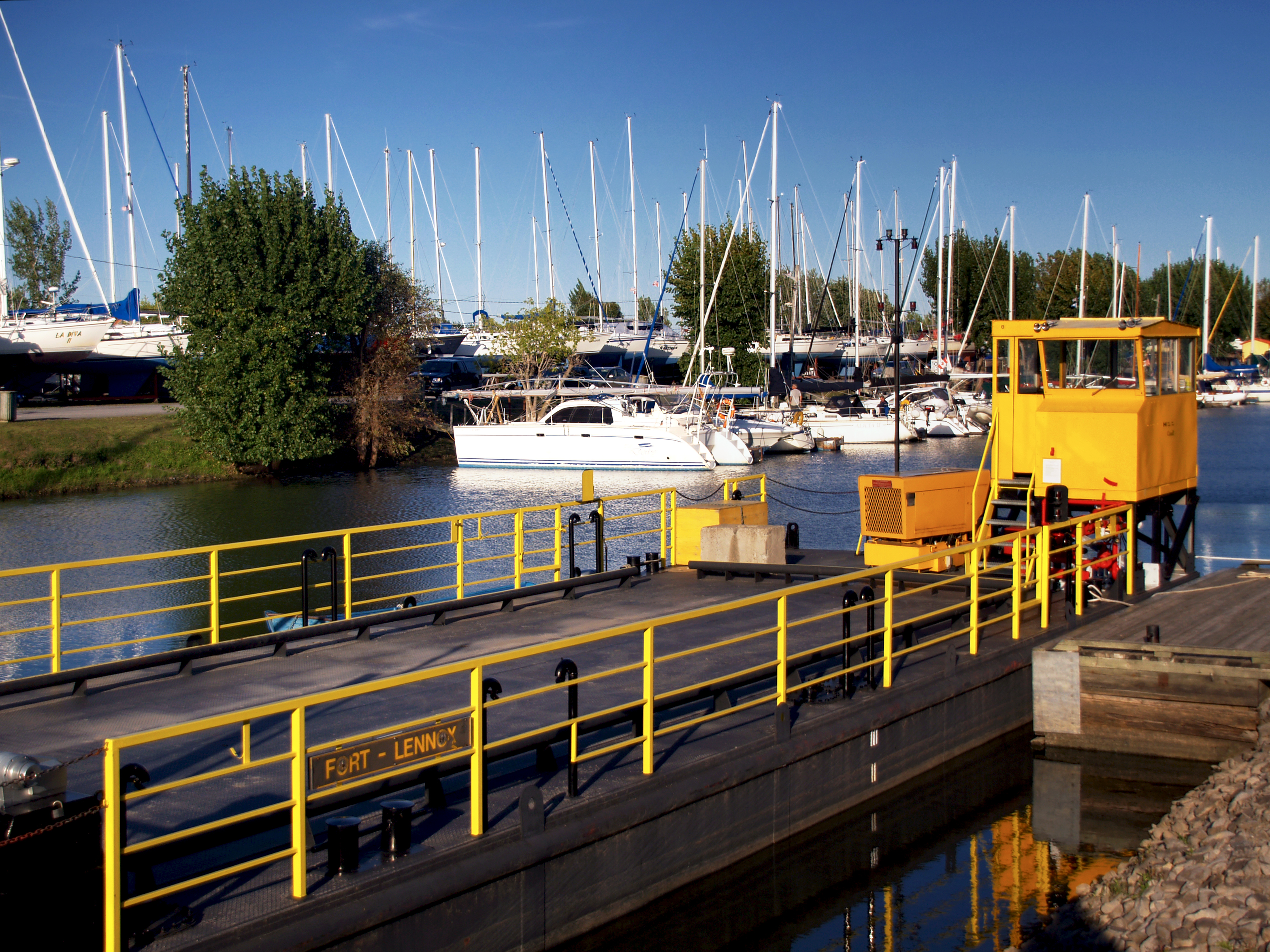
Marina Saint-Paul-de-l'Île-aux-Noix
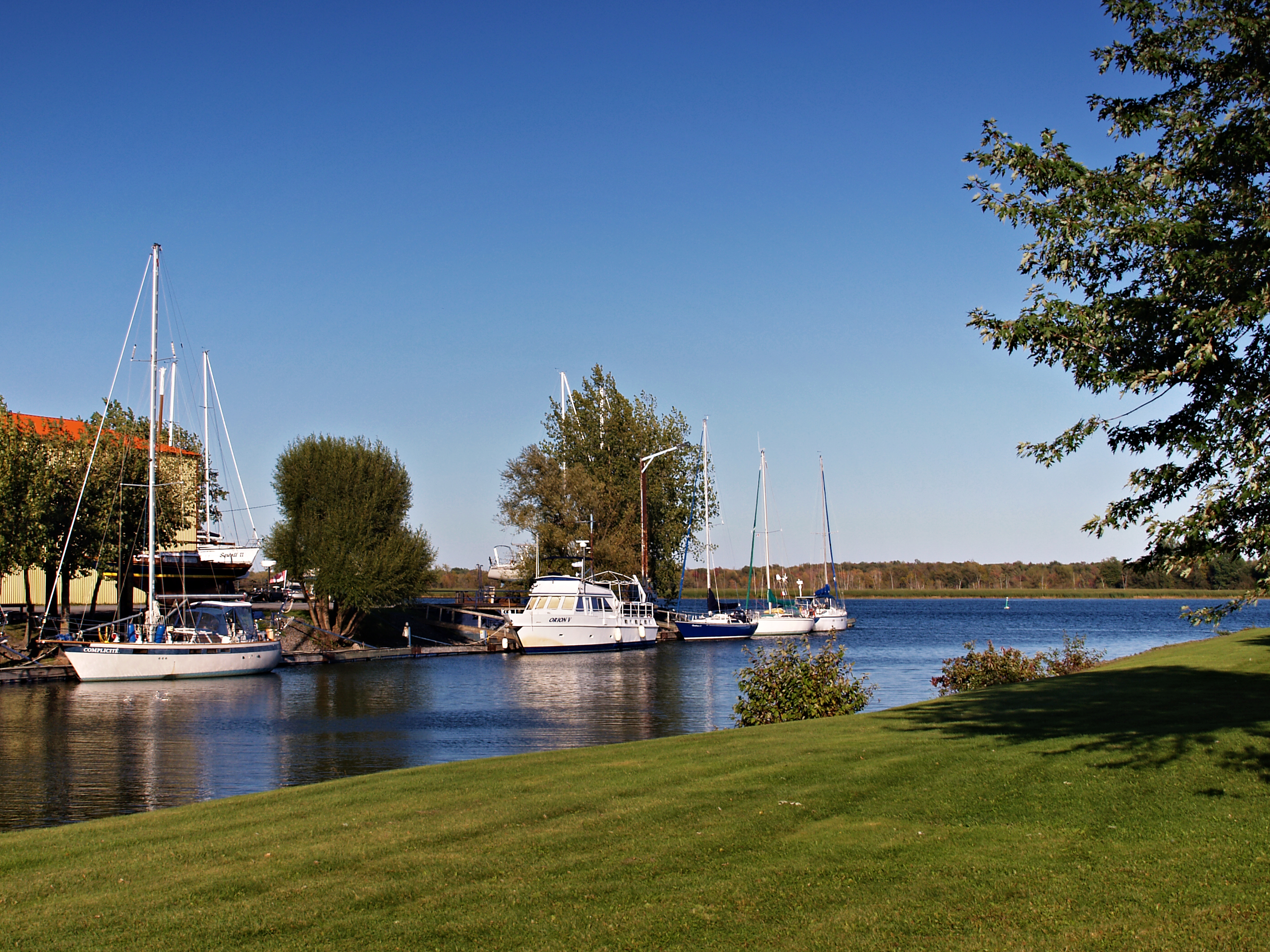
Marina Gagnon et Fils Ltée
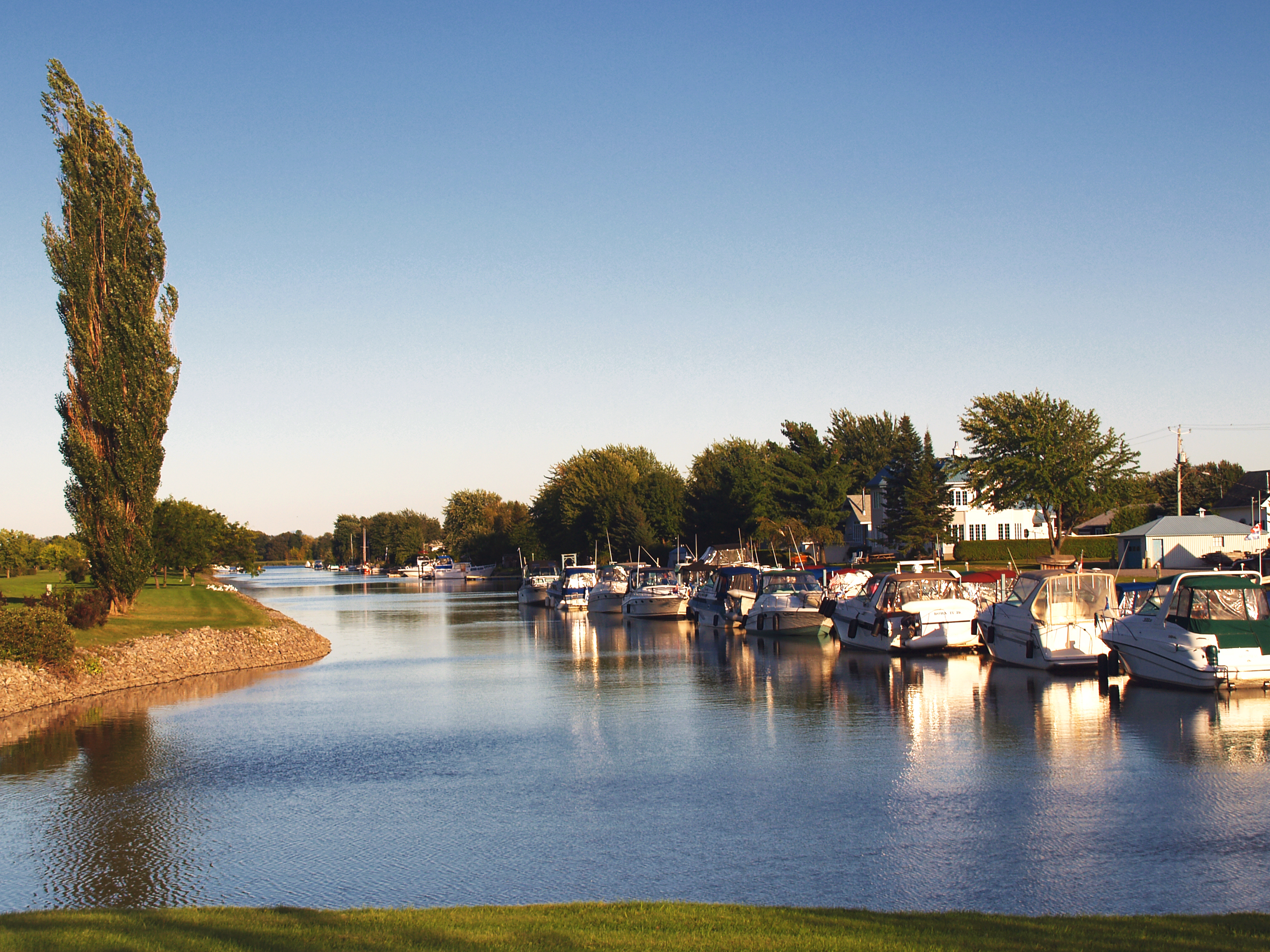
Marina Saint-Paul-de-l'Île-aux-Noix
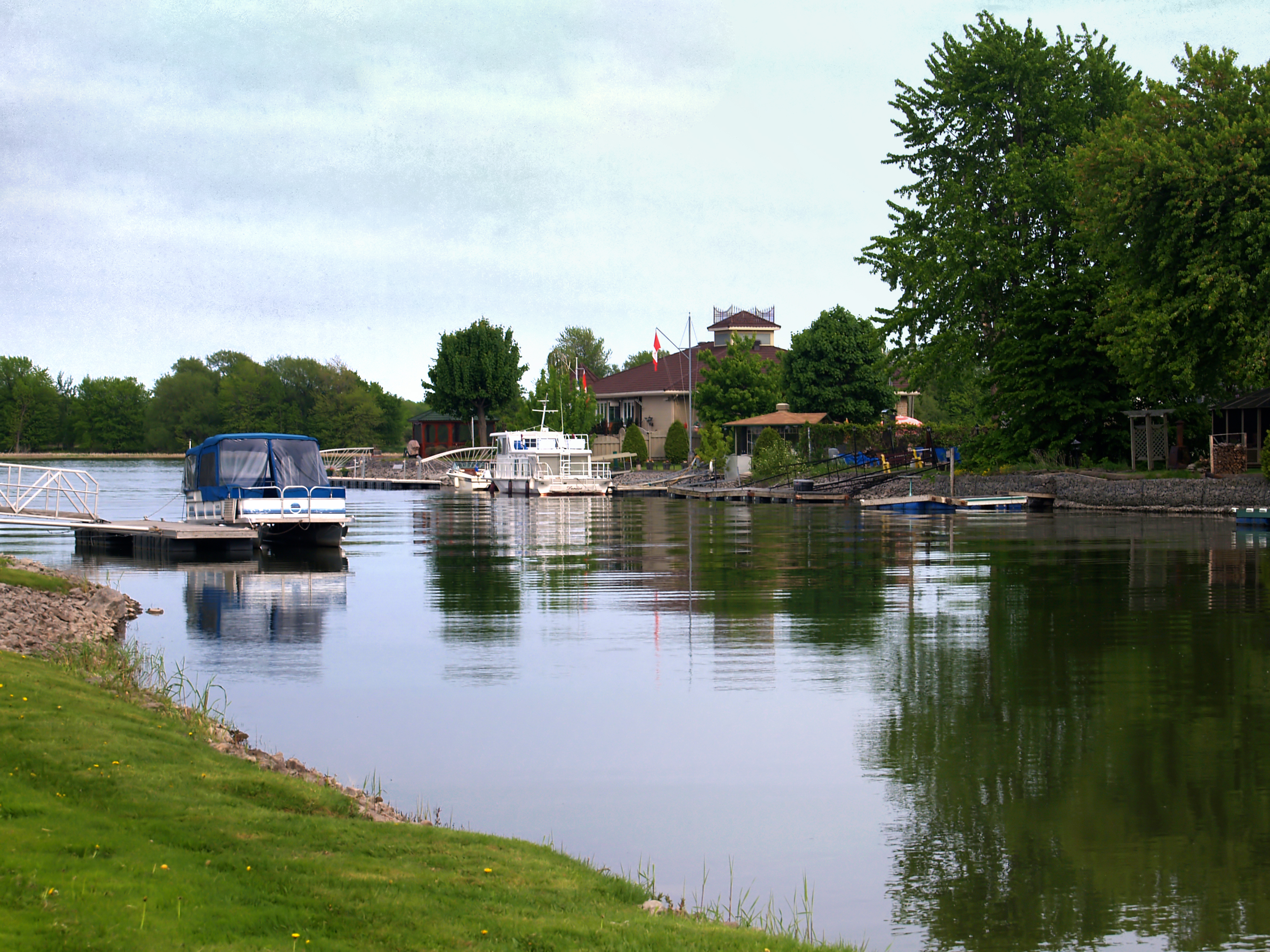
Marina Saint-Paul-de-l'Île-aux-Noix